# Chaparana sikimensis
Chaparana sikimensis és una espècie de granota que es troba al Nepal, a l'Índia i, possiblement també, a Bhutan.